# Volks-Echo für Westfalen und Lippe
Das Volks-Echo für Westfalen und Lippe, Volks-Echo, Volksecho (VE) (Untertitel ab 1952: „Die Zeitung der Werktätigen in Westfalen und Lippe“) war eine von 1946 bis 1956 erschienene Zeitung der Kommunistischen Partei Deutschlands (KPD). Die Zeitung erschien erst zweimal, dann sechsmal in der Woche und umfasste zuerst den Raum der heutigen Regierungsbezirke Detmold und Münster (ohne das Ruhrgebiet). Nach dem Verbot des „Westdeutschen Volksechos“ aus Dortmund wurden einige Kontingente und Teile der Region dieser Zeitung übernommen.

## Ziele der Zeitung
Die Zeitung hatte sich zum Ziel gesetzt, neben den kommunistischen Positionen, für die Erhaltung der nationalen Einheit, den Wiederaufbau und die Erfüllung des Potsdamer Abkommens einzustehen. Als Vorbild für die Pressearbeit nahm sich das „Volks-Echo“ die französische Zeitung „L’Humanité“, aus dieser erschienen auch regelmäßig übersetzte Artikel. Man wollte so nicht ein politisches Flugblatt sein, sondern alle Altersgruppen und soziale Schichten ansprechen. Neben dem Fokus auf Arbeitskämpfe, und am Anfang auch Verteilungsfragen über die Versorgung, war es Ziel Reportagen und Berichte über das parlamentarische Leben, Sport, einer Kulturseite und Kurzgeschichten Platz finden zu lassen. Nicht immer konnte dies erfüllt werden, vor allem der Papiermangel der Nachkriegszeit hinterließ häufiger Lücken in den Rubriken.

## Gründung des „Volks-Echos“
In Lippe selber gab es keine direkte kommunistische Vorgängerzeitung. Neben einigen kleineren parteilosen Zeitungen gab es vor dem Zweiten Weltkrieg vor allem die bürgerlich-liberale „Lippische Landeszeitung“, die rechtsstehende „Lippische Tageszeitung“ und die sozialdemokratische „Lippische Zeitung“. Auch in Bielefeld gab es keine Zeitung in deren Tradition sich das „Volks-Echo“ sehen konnte oder Personal, welches der Verfolgung durch die Nationalsozialisten hätte entkommen können und sich beim Aufbau einer Zeitung mit Erfahrung einbringen könnte.
Die Lizenzen für die Zeitungen wurden durch die britische Militärregierung vergeben und mussten von dieser zugelassen werden. Auch die KPD war interessiert an vertrauenswürdigen Lizenzträgern. Als erster Lizenzträger für das „Volks-Echo“ wurde dann Gustav Niebuhr bestimmt. Dieser war von Beruf Buchdrucker und in Lage ansässig. Bis 1933 war er SPD Mitglied und arbeitete während des Krieges mit Kommunisten zusammen. Nach Kriegsende ist Gustav Niebuhr dann der KPD beigetreten. In einem Gespräch mit Max Reimann und später der britischen Militärregierung sollte er dann seine Vorstellungen über das Führen der Zeitung offenlegen. Neben Gustav Niebuhr wurden Phillip Roth und Aloys Schweins Lizenzträger des „Volks-Echos“. Am Anfang waren auch Werner Stertzenbach, Hilde Neumann, Georg Gattel und Gertrud Kettler-Robben (Kulturredakteurin) bei der Zeitung beschäftigt. 
In der Anfangszeit gab es Probleme eine geeignete Druckerei zu finden, auch die Suche nach Geschäftsräumen gestaltete sich schwierig. So befand sich die Verlagsleitung in Herford, die Redaktion in Bielefeld und die Druckerei in Detmold. Erst im Februar 1947 konnten alle Teile der Zeitung in Detmold unterkommen.

## Vertrieb und Verbreitung des „Volks-Echos“
Zuerst bestanden Geschäftsstellen in Bielefeld, Minden, Detmold, Paderborn und Herford. Nach einiger Zeit kamen Lippstadt, Soest, Lübbecke, Höxter, Beckum und Münster hinzu. In den Geschäftsstellen sollten nicht nur die Zeitungen verkauft und Anzeigen aufgenommen werden, sondern es war auch geplant Leihbüchereien für politische Literatur einzurichten. Die Geschäftsstellen betrieben auch einen Vergleich der Verkaufszahlen mit den Wahlergebnissen der KPD in ihren jeweiligen Regionen. Im 2. Halbjahr 1947 bestanden Lokalredaktionen in Münster, Bielefeld, Herford und Minden. Die Lokalausgaben konnten allerdings nicht regelmäßig für alle Gebiete erscheinen, meist wurden weite Gebiete zu einer großen Lokalsausgabe zusammengefasst.
Die Startauflage des „Volks-Echos“ hatte 85.000 Exemplare, kostete 20 Pfennig und bestand zumeist aus 4 Seiten. Wenn es die Papierverteilung zuließ wurden auch mal 6–8 Seiten gedruckt. Vertrieben wurde die Zeitung über Abonnements, den Geschäftsstellen und im freien Straßenverkauf. Die erste Auflagenkürzung erhielt die Zeitung bereits am 1. August 1946, es durften nur noch 63.000 Zeitungen gedruckt werden. Nicht nur das „Volks-Echo“ war von dieser Auflagenkürzung betroffen, die gesamte kommunistische Presse der Britischen Zone war von Einschränkungen oder Verboten betroffen. Aufgrund der Kreistagswahlergebnisse sollte eine weitere Auflagenkürzung auf nur noch 11.000 folgen, nach dem Verbot des „Westdeutschen Volksechos“ konnten aber von dieser Zeitung 39.000 Kontingente übernommen werden. Damit hätte das „Volks-Echo“ eine Auflagenstärke von 50.000 gehabt, die Militärregierung setzte diese aber auf 45.000 fest. Dies bedeutete eine verringerte Auflage, bei gleichzeitigem vergrößertem Erscheinungsgebiet, da nun auch in Teilen die Region des „Westdeutschen Volksechos“ übernommen wurde. Die dazugekommenen Gebiete betrafen das Münsterland, Lippstadt, Soest und Beckum. Weiter wurde auch der Lokalteil per Anordnung auf vier festgelegt. Diese waren nun die Lokalteile für das Münsterland, für Paderborn/Warburg/Höxter/Lippstadt/Soest, für Detmold/Herford/Minden und für Bielefeld/Halle/Wiedenbrück/Gütersloh. Weitere Auflagenentwicklung für die Anfangszeit: Ende Mai 1947: 40.500; Oktober 1948: 98.000; November 1948: 43.000.

## Personelle Änderungen, Verbote und Probleme
Am 11. Oktober 1946 teilte das „Volks-Echo“ mit, dass Gustav Niebuhr als Lizenzträger durch die britische Militärregierung entlassen worden sei. Als Grund wurde unter anderem ein Artikel über Churchill festgemacht. In diesem wurde Churchill, welcher schon nicht mehr Premierminister war, als Staatsfeind Nr. 1 in Europa deklariert. Mit der Entlassung Gustav Niebuhrs folgte auch eine strengere Kontrolle der Zeitung. Die beiden anderen Lizenzträger konnten jedoch im Amt bleiben.
Am 3. September 1947 wurde Georg Gattel neuer Lizenzträger, dieser wechselte aber Anfang der 1950er Jahre schon zum Zentralorgan der KPD „Freies Volk“. Werner Stertzenbach wechselte im Januar 1947 zur „Niedersächsischen Volksstimme“, Hilde Neumann blieb bis August 1947 beim „Volks-Echo“. Ab dem 30. August desselben Jahres war Ernst Nagel allein für die Redaktion verantwortlich.
Vom 5. Mai 1948 bis zum 4. August 1948 wurde die Zeitung zum ersten Mal verboten. Von diesem Verbot war fast die gesamte kommunistische Presse betroffen. Die Volks-Echo Verlag GmbH hatte in dieser Zeit so gut wie gar keine Einnahmen, nur einige Abonnenten hielten das Abo bestehen und spendeten so ein paar Mark an die Zeitung. In dieser Zeit fiel auch die Einführung der D-Mark, so dass die laufenden Kosten, ohne Einnahmen, in einer neuen Währung bezahlt werden mussten. Die Konkurrenz wurde weiter gestärkt, indem diese nun auch dreimal die Woche, anstatt nur zweimal die Woche ihre Zeitungen veröffentlichen durften.
| Monatliche Aufwendungen des „Volks-Echos“ während des Verbotes (1948) | Verlust in Reichsmark |
| --------------------------------------------------------------------- | --------------------- |
| Betriebs- und Verwaltungskosten                                       | 17.842,85             |
| Anzeigen-Abteilung                                                    | 15.904,38             |
| Vertriebskosten                                                       | 4.531,00              |
| Steuern                                                               | 22.488,69             |
| Abschreibungen                                                        | 2.600,00              |
| Kosten der Redaktion                                                  | 2.600,00              |
| Gesamt                                                                | 65.966,92             |

Ein weiteres Verbot trat dann vom 11. August bis zum 8. November 1950 in Kraft. Dies geschah auf Anordnung der britischen Behörden, die trotz bereits geltendem Grundgesetz noch Publikationsverbote aussprechen durften. Als Grund diente ein Artikel über die Remilitarisierung der Bundesrepublik und dem Koreakrieg. Auch bei diesem Verbot stand das „Volks-Echo“ nicht alleine da, sondern wieder war fast die gesamte kommunistische Presse betroffen. Im Laufe dieses zweiten Verbots kündigte auch die Druckerei Hermann Bösmann in Detmold den Vertrag mit der Zeitung. Aus diesem Grund verzögerte sich das Wiedererscheinen des „Volks-Echos“ nach der Aufhebung des Verbots weiter. Die „Freies Volk“ übernahm bis Ende November 1950 das Erscheinungsgebiet des „Volks-Echos“. Im Januar 1951 zog der Verlag nach Bielefeld und gedruckt wurde erst in der Rheinisch-Westfälischen Volksdruckerei GmbH in Düsseldorf, ab 1953 in der Essener Kronen Druckerei.
Ein drittes Verbot folgte vom Juni 1951 bis zum 5. September 1951.
Nach Ernst Nagel wurde 1951 Emil Strohmeyer, 1954 Georg Baamann und 1956 Kurt Relle Chefredakteur. Ab April 1950 musste sich Ernst Nagel mit den britischen Militärbehörden auseinandersetzen. In Folge einer Verurteilung saß er eine Haftstrafe vom 3. Januar 1951 bis zum 2. Juni 1951 ab.

## Auflagenrückgang und Endgültiges Verbot
Nach Aufhebung der Lizenzpflicht gab es keine Verpflichtung mehr die Auflagenhöhe anzugeben, was es schwierig macht die genauen Auflagen nachzuvollziehen. Die letzte Ausgabe vor Aufhebung der Lizenzpflicht hatte eine Auflage von 43.000. Emil Groß gibt im „Handbuch der deutschen Presse“ für 1951 die Auflagenhöhe mit 31.000 an. Claus-Jürgen Schumacher stellt anhand eines Vergleichs mit dem Gesamtumsatz und den letzten Auflagenzahlen eine Annäherung an die Auflagenhöhe an. Er berechnet für Juni 1950 eine Auflage von 25.953 Exemplaren an. Im weiteren Verlauf der 50er Jahre schätzt er den Höchststand der Auflage bei 8768 Exemplaren und den niedrigsten Stand im Juni 1952 mit 5743 Exemplaren. Die Abonnentenliste der Bundespost gibt für 1956 1080 Abonnenten an.
Ab 1953 wurden die Bezirksausgaben eingestellt, es gab nur noch eine Süd- und eine Ost-Ausgabe. In den letzten Jahren seines Bestehens erschien das „Volks-Echo“ nur noch als Kopfblatt der Neuen Volkszeitung in Essen. 1948 standen noch 86 Personen auf der Gehaltsliste, 1953 nur noch 32. Das endgültige Ende des „Volks-Echos“ kam mit dem KPD-Verbot am 17. August 1956 durch das Bundesverfassungsgericht. An diesem Tage, dem 17. August 1956 (11. Jahrgang, Nr. 191), erschien auch die letzte Ausgabe. Die Zeitung wurde als Vermögen der Partei beschlagnahmt.